# نيك ويرث
نيك ويرث (بالإنجليزية: Nick Wirth)‏ هو مهندس ومصمم بريطاني، ولد في 26 مارس 1966 في London Borough of Merton ‏ في المملكة المتحدة.